# کتاب آشپزی آنارشیست
کتاب آشپزی آنارشیست (به انگلیسی: The Anarchist Cookbook)، نخستین بار در سال ۱۹۷۱ منتشر شد، کتاب حاوی دستورالعمل‌هایی برای ساخت مواد منفجره، وسایل ابتدایی ارتباط از راه دور، فریکر و سلاح‌های مربوطه و همچنین دستورالعمل‌هایی برای ساخت مواد مخدر غیرمجاز در منزل، از جمله ال اس دی است. این کتاب توسط ویلیام پاول در اوج دوران پاد فرهنگ برای اعتراض به دخالت ایالات متحده در جنگ ویتنام نوشته شده‌است. پاول در سال ۱۹۷۶ به آنگلیکانیسم روی آورد و بعداً تلاش کرد تا کتاب از تیراژ خارج کند. با این حال، حق چاپ کتاب متعلق به ناشر بود، که تا زمانی که شرکت در سال ۱۹۹۱ خریداری شد، به چاپ کتاب ادامه داد. قانونی بودن کتاب در چندین حوزه قضایی مورد بررسی قرار گرفته‌است.

## تاریخ

### آفرینش
کتاب آشپزی آنارشیست توسط ویلیام پاول در جوانی نوشته شد و اولین بار در سال ۱۹۷۱ در اوج دوران پادفرهنگ در اعتراض به دخالت ایالات متحده در جنگ ویتنام منتشر شد. پاول برای متن خود از تجربیاتی که در طول زندگی خود در نیویورک از معاشرت با کهنه سربازان ویتنامی کسب کرده بود استفاده کرد، در آن دوران، جنبش‌های صلح طلبانه سال ۱۹۶۰ با خشونت همراه می‌شد، آنها مسئولیت بیش از ۱۰۰ بمبگذاری سیاسی را بر عهده گرفته بودند. پاول قصد داشت کار نویسندگی را آغاز کند اما به اقتضای دوره سیاسی او را برای شرکت در جنگ ویتنام به سربازی اعزام کردند، این به او انگیزه داد تا «دستور پخت» هایی را بنویسد و در آینده آنها را به یک «کتاب آشپزی» تبدیل کند. در ابتدا دیدگاه پاول این بود که بروشورهای آموزشی را در سراسر شهر نیویورک پخش کند، که در آنها نحوه صحیح پرتاب کوکتل مولوتوف و چگونگی ساخت ال اس دی موجود باشد. پس از مدتی کوتاه این دستور پخت‌ها به گونه ای تغییر یافتند که تبدیل به یک «کتاب آشپزی» کامل شوند. در سال‌های ۱۹۶۸ تا ۱۹۷۰، پاول شروع کرد به تحقیق در کتابخانه عمومی نیویورک و در بین «قفسه کتابهای رزمی ایالات متحده»، از جمله متون خارجی مانند کتاب راهنمای پسر پیشاهنگ، لعنت به سیستم به قلم ابی هافمن و سایر متن‌های آنارشیست. سرانجام نسخه خطی اولیه کتاب در سال ۱۹۷۰ برای لایل استوارت ارسال شد.
پاول اظهار داشت: کتاب آشپزی آنارشیست در ابتدا به عنوان کتابی طراحی شده بود که هدف آن آموزش دادن به «اکثریت ساکت» مردم آمریکا است. وی توصیف کرد که این کتاب برای سازمانهای حاشیه ای سیاسی موجود نوشته نشده‌است، بلکه برای ایجاد یک تحول بزرگ اجتماعی با تحریک مردم عادی طراحی شده‌است. هدف نهایی این متن فراهم آوردن مهارتها و تواناییهای عمومی برای سازماندهی مردم عادی در برابر تهدیدهای فاشیستی، سرمایه‌داری و کمونیستی بوده‌است. پاول اظهار داشت: «ایده اصلی این کتاب این بود که خشونت وسیله قابل قبولی برای ایجاد تغییرات سیاسی است»، احساسی که او بعداً در زندگی از آن دست کشید.

### پشیمانی نویسنده
پاول پس از نوشتن این کتاب در دوران جوانی، در سال ۱۹۷۶ به آنگلیکانیسم روی آورد و بعداً سعی کرد کتاب را از تیراژ خارج کند. در سال ۱۹۷۹، پاول ایالات متحده را ترک کرد و به خاورمیانه، آفریقا و مناطقی از آسیا سفر کرد. در آنجا وی به عنوان عضو هیئت علمی در مدارس بین‌المللی مورد حمایت ایالات متحده، کار می‌کرد. در این مدت، او شروع به نوشتن دربارهٔ تعلیم و تربیت و حل مناقشه کرد. او تصمیم گرفت که نوشتن کتاب خود را رها کند و برای توقف چاپ کتاب آشپزی آنارشیست، کمپینی راه اندازی کرد. وی نتوانست به‌طور قانونی جلوی انتشار کتاب آشپزی آنارشیست را بگیرد زیرا حق چاپ برای ناشر اصلی (لایل استوارت) صادر شده بود و ناشران بعدی که این حقوق را خریداری کردند این کتاب را در چاپ خود نگه داشته‌اند. پاول در سال ۲۰۱۳ به‌طور علنی اعلام کرد که از نوشتن کتاب پشیمان است و خواستار شد که چاپ کتاب «سریع و بی سر و صدا» متوقف شود. پاول با نوشتن این کتاب، در طول زندگی خود در یافتن شغل با مشکل روبرو شد، زیرا این کتاب را «بی احتیاطی یا خطای جوانی توصیف کرد که می‌تواند کسی را در طی سالهای اولیه زندگی یا حتی طولانی‌تر آزار دهد». در سال ۲۰۱۱، پاول و همسرش اوچان کوسوما-پاول، سازمان Frontier: Inclusion را تأسیس کردند، این سازمان غیرانتفاعی به کودکان دارای ناتوانی در رشد و یادگیری کمک می‌کند، آن را به عنوان ابزاری برای جبران نوشتن کتاب توصیف کرد. ویلیام پاول در ۱۱ ژوئیه ۲۰۱۶ در اثر ایست قلبی درگذشت.

### وضعیت انتشار
پاول در ابتدا، نسخه خطی را برای بیش از ۳۰ ناشر ارسال کرد تا اینکه لایل استوارت کتاب و کپی رایت آن را خریداری کرد. پاول حق التالیف این کتاب که تقریباً ۳۵۰۰۰ دلار بود را دریافت کرد، تا اینکه در سال ۱۹۷۶ از این شرکت جدا شد. علی‌رغم اعتراض پاول به ادامه انتشار کتاب، کپی رایت کتاب هرگز به نویسنده آن تعلق نداشت، بلکه ناشر آن لایل استوارت صاحب حق انتشار بود. ناشر (نشریع لایل استوارت) موافقت کرد که متن را به عنوان تلاش برای سرپیچی کردن از سازمان اطلاعات مرکزی (CIA) و اداره تحقیقات فدرال (FBI) به چاپ برساند تا در نتیجه آن لیستی از افرادی که به دنبال براندازی نظام هستند بدست آورد. استوارت همچنان به انتشار کتاب ادامه می‌داد تا اینکه این شرکت در سال ۱۹۹۱ توسط استیون شراگیس خریداری شد و وی تصمیم گرفت چتپ کتاب را متوقف کند. از بین ۲۰۰۰ کتاب منتشر شده توسط این شرکت، تنها کسی که تصمیم گرفت انتشار کتاب را متوقف کند شراگیس بود. شراگیس گفت ناشران در قبال عموم مردم مسئولیت دارند و این کتاب هیچ هدف اجتماعی مثبتی ندارد که بتواند توجیه کند که چاپ آن ادامه یابد. حق چاپ در سال ۲۰۰۲ توسط دلتا پرس (معروف به Ozark Press) ناشر مستقر در آرکانزاس خریداری شد، این ناشر در انتشار کتاب‌های جنجالی تخصص دارد، و این کتاب به عنوان پرفروش‌ترین کتاب این انتشاراتی بوده‌است. تا سال ۲۰۱۶، بیش از دو میلیون نسخه از این کتاب به فروش رسیده‌است.

## خلاصه محتوا

### پیش گفتار
کتاب آشپزی آنارشیست با بخش مقدمه آغاز می‌شود، و جزئیات اهداف نویسنده را برای نوشتن متن شرح می‌دهد. در زمان نوشتن این متن، پاول معتقد بود که ایالات متحده به آرامی به سمت کمونیسم در حال انحطاط است، بنابراین وی نوشتن کتابی را که راهنمای مردم در انقلاب علیه این انتقال است، ضروری می‌دانست. او از ایده «بازگرداندن آمریکا به جایی که دویست سال پیش بود» حمایت می‌کرد، معتقد بود که آرمانهای انقلابی او بیش از آنکه عملی باشد، ارتجاعی است. پاول کتاب را با دیدگاه خود در باب اینکه چطور به مردم آموزش داد و آنها را گالوانیزه کرد، تا تغییر محسوسی در کشور خود ایجاد کنند آغاز می‌کند. پاول اظهار داشت که سازمانهای حاشیه ای سیاسی، مانند مینتمن و The Weathermen، مخاطبان مورد نظر کتاب نیستند، بلکه این کتاب برای «اکثریت خاموش» مردم نوشته شده‌است. پاول تصور می‌کرد که مردم ایالات متحده علیه آنچه آرمانهای ظالمانه سرمایه‌داری است، بیشتر قیام می‌کنند و تا علیه جنبشهای فاشیستی و کمونیستی.

### محتوا
پاول محتوای کتاب خود را در مورد آنارشی و نظریه آنارشیست آغاز می‌کند. طبق تعریف وی، آنارشی یک خیزش گسترده مردمی است، شبیه به نافرمانی مدنی از طریق خشونت. او معتقد بود که هرج و مرج حالت ذاتی همه افراد است و بنابراین طبیعت انسان باعث می‌شود مردم به مشارکت در چنین شیوه‌هایی رو بیاورند. پاول معتقد بود که سیاست، هنر، موسیقی و آموزش همه حاوی اصول ذاتی آرمانهای آنارشیستی است، در نتیجه آنارشیسم را با فردگرایی برابر می‌دانست. این اصل استدلال پاول را پیش می‌برد، زیرا وی معتقد بود که جو سیاسی کنونی و جنگ ویتنام ارزش‌های انسانی را تضعیف کرده‌است، بنابراین انقلابی که بر اساس درک او از کرامت انسانی و آزادی انجام شود، دلیل اصلی وی برای نوشتن این مقاله است. او مقدمه خود را با هشدار نسبت به جدی بودن این دستور العمل‌ها آغاز می‌کند، و هشدار می‌دهد در صورت استفاده نادرست، پیامدهای مرگبار به همراه خواهد داشت. فصل‌های کتاب آشپزی آنارشیست شامل شرح و دستورالعمل‌های دقیق دربارهٔ جنگ تن به تن، مواد منفجره، تله‌های انفجاری، مواد مخدر، گاز اشک آور، خرابکاری و تخریب، نظارت، سلاح‌های بداهه و سایر موضوعات مرتبط با آنارشیسم است.

## پذیرش

### بررسی‌های حقوقی
در زمان انتشار کتاب، یک یادداشت FBI از کتاب آشپزی آنارشیست به عنوان «یکی از ناشیانه‌ترین، بی فرهنگ‌ترین، و پارانویایی‌ترین تلاشی که تا به حال برای نوشتن کتاب اتفاق افتاده» یاد می‌کند. این کتاب توسط وزارت دادگستری، کاخ سفید، FBI و توسط جان دین و مارک فلت، وکیل ریچارد نیکسون و دستیار جی. ادگار هوور که مدیر اف‌بی‌آی بود، بررسی شد. FBI ضمن نگرانی در مورد متن، به این نتیجه رسید که نمی‌توان متن را جمع کرد زیرا این متن از طریق رسانه‌های جمعی منتشر شده‌است. علاوه بر این، FBI حکم داد که کتاب آشپزی آنارشیست «هیچ‌یک از قوانین ایالات متحده» را تحریک نمی‌کند و بنابراین تحت لایحه اول قانون اساسی محافظت می‌شود. در حالی که بسیاری از متن‌ها نادرست به نظر می‌رسید، FBI نتیجه گرفت که فصل مربوط به مواد منفجره «به نظر می‌رسد از بسیاری جهات دقیق باشد». از زمانی که به این موضوع پی بردند، به نظر می‌رسد FBI سوابق این کتاب را نگه داشته و عمده پرونده‌های تحقیقاتی خود را در سال ۲۰۱۰ منتشر کرد.

### آنارشیسم
گروه آنارشیستی CrimethInc. ، که کتاب Recipes for Disaster: An Anarchist Cookbook را در پاسخ منتشر کرد، کتاب قبلی را تقبیح کرد، و گفت: "این کتاب توسط آنارشیست‌ها ساخته و منتشر نشده‌است، ناشی از عمل آنارشیستی نیست، هدف آن آزادی و خودمختاری یا به چالش کشیدن قدرت سرکوبگر نیست - و به سختی یک کتاب آشپزی است، زیرا بیشتر دستور العمل‌های موجود در آن غیر قابل اعتماد هستند ".

## حضور رسانه ای

### اینترنت / رسانه
کپی بیشتر نشریات به صورت متنی از طریق سایت‌های یوزنت و اف تی پی که در اوایل دهه ۱۹۹۰ در مراکز آموزشی میزبانی می‌شد، در دسترس بود، و از اوایل دهه ۱۹۹۰ تا به امروز از طریق مرورگرهای وب در دسترسند. طی سال‌ها نام کتاب از کتاب آشپزی آنارشیست به کتاب آشپزی آنارشی کمی تغییر پیدا کرد و موضوعات کتاب هم بسیار گسترش یافته‌است. بسیاری از مقالاتی که دربارهٔ کتاب نوشته شده به فردی ناشناس به نام «جولی راجر» نسبت داده می‌شود.
دانش کتاب، یا انتشار آنلاین کتاب، همراه با افزایش دسترسی عموم به اینترنت، در اواسط دهه ۱۹۹۰ افزایش یافت. روزنامه‌ها داستان‌هایی دربارهٔ چگونگی دستیابی آسان متن و تأثیر آن بر تروریست‌ها، جنایتکاران و نوجوانانی که در حال تجربه و آزمایش هستند، ارائه می‌کردند.

### فیلم
این کتاب به عنوان یکی از عناصر اصلی فیلم کمدی رمانتیک کتاب آشپزی آنارشیست در سال ۲۰۰۲ بود. عواقب ناشی از انتشار کتاب، و متعاقباً عدم رضایت نویسنده از محتوای آن، موضوع فیلم مستند ۲۰۱۶ آنارشیست آمریکایی توسط چارلی سیسکل بود. در این فیلم، ویلیام پاول افکار خود را در مورد این کتاب و عواقب آن در زندگی اش به‌طور عمیق توضیح می‌دهد. این مقاله بیشتر به بررسی مضامین مسئولیت و عواقب ناشی از تصمیم‌گیری در زندگی فرد می‌پردازد. درگذشت پاول در سال ۲۰۱۶ تا زمان منتشر شدن آنارشیست آمریکایی که چند ماه پس از مرگ وی منتشر شد، بازتاب چندانی در رسانه‌ها نداشت.

## موارد قابل توجه در مورد کتاب
- ۱۹۷۶: پلیس بمب‌گذاری در ترمینال سنترال گراند و ربودن یک پرواز TWA را به رادیکال‌های کروات، و با کتاب آشپزی آنارشیست مرتبط دانست.[۳]
- ۱۹۸۱: کتاب آشپزی آنارشیست با شورشیان پورتوریکو در ارتباط بود، که مقرهای FBI را با استفاده از دستورالعمل‌های کتاب بمب‌گذاری کردند. توماس اسپینکس هم از متن این کتاب برای بمب‌گذاری در ۱۰ کلینیک سقط جنین در ایالات متحده استفاده کرد.[۳]
- ۱۹۹۵: گفته می‌شود عاملان بمب‌گذاری در شهر اوکلاهما از راهنمایی‌های این کتاب استفاده کرده‌اند.[۲۵]
- ۱۹۹۹: پلیس کتاب آشپزی آنارشیست در دارایی‌های عاملان کشتار دبیرستان کلمباین، پیدا کرد، اریک هریس و دیلن کلبولد، در لیتلتون، کلرادو عاملان این قتل‌عام بودند. اعتقاد بر این است که هریس و کلبولد از متن کتاب الهام گرفته‌اند.[۲۵]
- ۱۹۹۹: افراد زیادی از این کتاب تقلید کرده‌اند، گفته می‌شود کتاب آشپزی آنارشیست توسط بمبگذار میخی لندن، دیوید کوپلند، که سه نفر را کشت استفاده شده‌است. این تقلیدها شامل اعمال تروریستی و چگونگی ساخت بمب بوده‌است.[۱۱]
- ۲۰۰۲: دولت کانادا اجازه داد این کتاب از ایالات متحده وارد کانادا شود. آزانس گمرک و دارایی اعلام کرد این کتاب با قوانین ضد نفرت و فحاشی مغایرت ندارد، به همین دلیل ممنوعییت‌های قبلی دربارهٔ ورود این کتاب به کانادا برداشته شد.[۲۶]
- ۲۰۰۷: یک جوان ۱۷ ساله به دلیل در اختیار داشتن این کتاب و موارد دیگر تحت قوانین ضد تروریستی انگلستان، در بریتانیا بازداشت شد.[۲۷] او ادعا کرد که فردی شوخ‌طبع است که فقط می‌خواسته دربارهٔ وسایل آتش بازی و بمب‌های دودزا تحقیق کند، او از تمام اتهامات مبری شد.[۲۸]
- ۲۰۱۰: در شهرستان دورهام انگلیس، یان دیویسون و پسرش به دلیل تولید ریسین تحت قوانین ضد تروریسم زندانی شدند. مقامات اشاره کردند که آنها کتاب آشپزی آنارشیست را در اختیار داشته یا به آن دسترسی داشته‌اند.[۲۹] کار این پرونده به قاضی عالی لندن و کمپین کردن پلیس‌ها برای ممنوع کردن این کتاب در بریتانیا کشید.[۳]
- ۲۰۱۲: کشف شد که کسی که مرتکب تیراندازی آورورا ۲۰۱۲ شده‌است کتاب آشپزی آنارشیست را در اختیار داشته‌است.[۳۰]
- ۲۰۱۳: تماس‌های زیادی برای ممنوع کردن این کتابدر ایالات متحده گرفته شد، که اشاره ای به تیراندازی در مدارس در آراپاهو داشته‌اند، همچنین به تیراندازی در سانتا مونیکا توسط کارل پیرسون هم اشاره شده بود.[۱۵][۳۰]
- ۲۰۱۵: بمب‌گذارهای وسایل حمل و نقل عمومی لندن، از این کتاب استفاده کرده‌اند.[۳]
- ۲۰۱۵: سناتور ایالات متحده داین فاینستاین تحت فشار قرار گرفت تا این کتاب از پایگاه داده‌های آنلاین حذف کند.[۱۶]
- ۲۰۱۶: دفتر طبقه‌بندی فیلم و ادبیات پس از انتشار کتاب، از طبقه‌بندی این کتاب خودداری کرد و بدین ترتیب کتاب در استرالیا ممنوع شد. در ۳۱ اکتبر ۲۰۱۶ دوباره RC طبقه‌بندی شد.[۳۱][۳۲]
- ۲۰۱۷: یک جوان ۲۷ ساله فقط به دلیل داشتن این کتاب در انگلیس تحت پیگرد قانونی قرار گرفت. وی بی گناه شناخته شد.[۳۳]
- ۲۰۲۰: یک دانشجوی ۲۳ ساله فارغ‌التحصیل شده در رشته ریاضی از دانشگاه کمبریج، به جرم «کمک به جمع‌آوری اطلاعات برای استفاده افرادی که در حال انجام یا برنامه‌ریزی یک حرکت تروریستی بودند» محکوم شد. او این کتاب را در اختیار داشت، با این حال ادعا کرد که کتاب را به دلیل علایق تحصیلی و از آمازون خریده‌است.[۳۴][۳۵]

## برای مطالعهٔ بیشتر
- لارابی, ان (2015). دستهای اشتباه: کتاب راهنمای محبوب برای اسلحه‌ها و چالش‌های تاریخی آنها برای یک جامعه دموکراتیک. نیویورک: انتشارات دانشگاه آکسفورد. ISBN 978-0-19-020117-3. OCLC 927145132.
- تامپسون, گابریل (February 27, 2015). "بعد از خواندن بسوزانید". مجله هارپر. براوزینگز (وبلاگ). Archived from the original on March 3, 2015. Retrieved March 3, 2015.